# Додж (округ, Миннесота)
Додж (англ. Dodge County) — округ в штате Миннесота, США. Административный центр — Манторвилл, крупнейший город — Кассон. По переписи 2010 года в округе проживали 20 087 человек. Площадь — 1139 км², из которых 1138,7 км² — суша, а 0,34 км² — вода. Плотность населения составляет 16 чел./км².

## История
Округ был основан в 1855 году.